# Magnuskathedraal

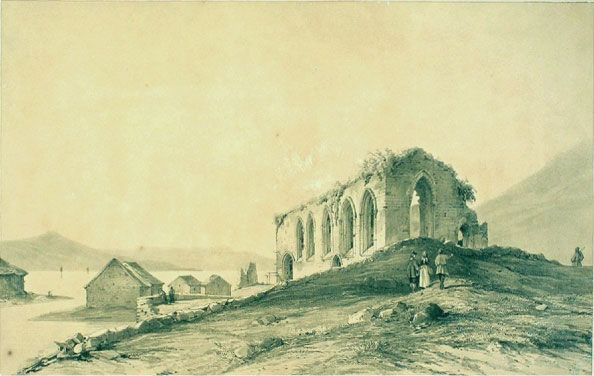
De Magnuskathedraal op een prent uit 1839

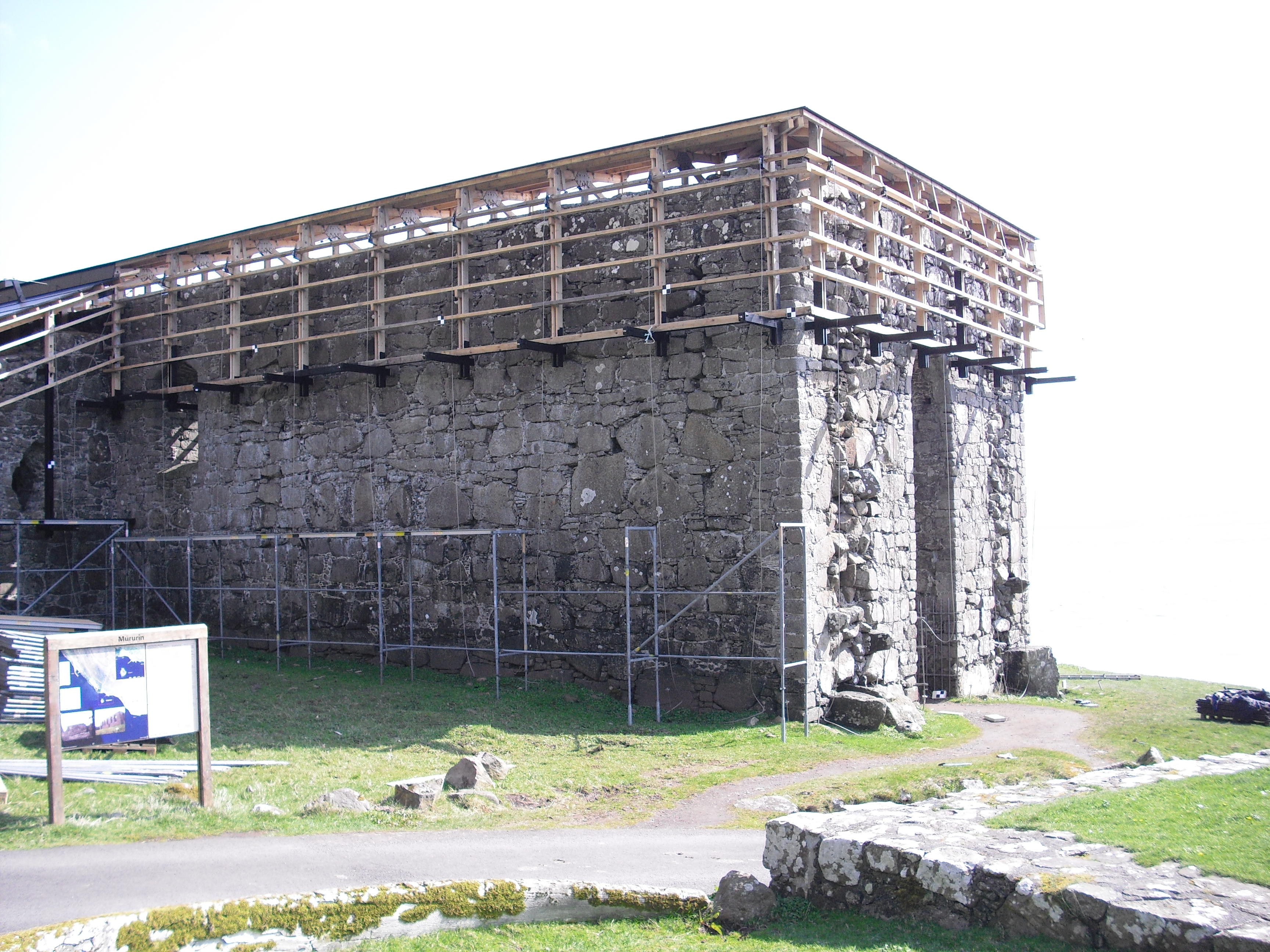
Magnuskathedraal met een deel van het houten scherm

De Magnuskathedraal is een kerkruïne in het dorp Kirkjubøur op het eiland Streymoy op de Faeröer.
De kerk is gebouwd in opdracht van bisschop Erlendur rond het jaar 1300. De bouw werd echter gestaakt en het gebouw is dus tot op heden nooit gereed gekomen. De kerk heeft nooit een dak gehad. De Magnuskathedraal is het grootste en meest indrukwekkende middeleeuwse bouwwerk op de Faeröer.
In 1997 werd gestart met een onderzoek naar de staat van het bouwwerk. Het werd duidelijk dat de kwaliteit van de kerk snel achteruit ging door loslatend metselwerk. Redenen hiervoor zijn de constante blootstelling aan de frequente regenbuien, maar ook door het zout uit het zeewater.
Tussen 2002 tot 2004 is een houten scherm op de kerk aangebracht, om het gebouw tegen de regen te beschutten en zo de kans te geven wat droger te worden. Hierna kon met restauratiewerkzaamheden worden begonnen. Vanuit de gemeenschap was weerstand tegen het plaatsen van het scherm, omdat het ten koste ging van het aanblik van de kerk.
Er was besloten om een continu restauratieplan op te zetten. In 2010 werd hiermee begonnen. Van tijd tot tijd wordt het metselwerk vernieuwd en plaatsen waar regenwater en zout water zich kunnen ophopen worden afgedicht met een mengsel van klei en cement, waarna er graszoden overheen worden gelegd.
Onmiddellijk naast de ruïne staat Kirkjubøargarður, het oudste huis van de Faeröer.